# Canadese kampioenschappen schaatsen allround
De Canadese kampioenschappen schaatsen allround is een onregelmatig gehouden schaatstoernooi.

## Mannen
| Seizoen | Plaats    | Datum         | Goud ·             | Zilver ·         | Brons ·        |
| ------- | --------- | ------------- | ------------------ | ---------------- | -------------- |
| 1963    | Saskatoon | 09/10-02-1963 | Ralf Olin          |                  |                |
| 1964    | Edmonton  | 15/16-02-1964 | Alfred Posch       | Edward Bownes    | Robert Hodges  |
|         |           |               |                    |                  |                |
| 1992    | Calgary   | 14/16-12-1991 | Neal Marshall      | Cameron Mackay   | Michael Hall   |
| 1993    | Calgary   | 02/03-01-1993 | Neal Marshall      | Cameron Mackay   | Kevin Marshall |
| 1994    | Calgary   | 17/19-12-1993 | Neal Marshall      | Michael Hall     | Kevin Marshall |
| 1995    | Quebec    | 29/31-12-1994 | Neal Marshall      | Kevin Marshall   | Mark Knoll     |
| 1996    | Calgary   | 27/28-12-1995 | Neal Marshall      | Todd McClements  | Lester Pardoe  |
| 1997    | Calgary   | 18/19-12-1996 | Neal Marshall      | Jason Parker     | Kevin Marshall |
|         |           |               |                    |                  |                |
| 1999    | Quebec    | 18/20-12-1998 | Kevin Marshall     | Dominique Gravel | Mark Knoll     |
| 2000    | Calgary   | 18/19-12-1999 | Steven Elm         | Kevin Marshall   | Mark Knoll     |
| 2001    | Calgary   | 02/04-01-2001 | Dustin Molicki     | Steven Elm       | Kevin Marshall |
| 2002    | Calgary   | 30/01-12-2001 | Jay Morrison       | Jeff Kitura      | Gaspar Aceti   |
| 2003    | Calgary   | 03/05-01-2003 | Steven Elm         | Dustin Molicki   | Kevin Marshall |
| 2004    | Calgary   | 03/05-01-2004 | Justin Warsylewicz | Steven Elm       | Jay Morrison   |
| 2005    | Calgary   | 20/22-12-2004 | Justin Warsylewicz | Arne Dankers     | Denny Morrison |

## Vrouwen
| Seizoen | Plaats   | Datum         | Goud ·             | Zilver ·        | Brons ·           |
| ------- | -------- | ------------- | ------------------ | --------------- | ----------------- |
| 1964    | Edmonton | 15/16-02-1964 | Doreen McCannell   | Joanne Fath     | Wendy Thompson    |
|         |          |               |                    |                 |                   |
| 1992    | Calgary  | 14/16-12-1991 | Caroline Maheux    | Chantal Côté    | Ingrid Liepa      |
| 1993    | Calgary  | 02/03-01-1993 | Ingrid Liepa       | Sylvie Cantin   | Nicole Slot       |
| 1994    | Calgary  | 17/19-12-1993 | Catriona LeMay     | Sylvie Cantin   | Cindy Overland    |
| 1995    | Quebec   | 29/31-12-1994 | Ingrid Liepa       | Isabelle Doucet | Sylvie Cantin     |
| 1996    | Calgary  | 27/28-12-1995 | Ingrid Liepa       | Susan Stewart   | Isabelle Doucet   |
| 1997    | Calgary  | 18/19-12-1996 | Ingrid Liepa       | Cindy Overland  | Susan Stewart     |
|         |          |               |                    |                 |                   |
| 1999    | Quebec   | 18/20-12-1998 | Cindy Overland     | Kristina Groves | Nicole Slot       |
| 2000    | Calgary  | 18/19-12-1999 | Cindy Overland     | Cindy Klassen   | Kristina Groves   |
| 2001    | Calgary  | 02/04-01-2001 | Cindy Klassen      | Cindy Overland  | Kristina Groves   |
| 2002    | Calgary  | 30/01-12-2001 | Brittany Schussler | Chelsey Parker  | Michèlle D'Amours |
| 2003    | Calgary  | 03/05-01-2003 | Clara Hughes       | Kristina Groves | Tara Risling      |
| 2004    | Calgary  | 03/05-01-2004 | Kristina Groves    | Clara Hughes    | Cindy Overland    |
| 2005    | Calgary  | 20/22-12-2004 | Tara Risling       | Marilou Asselin | Michèlle D'Amours |

 Argentinië · 
 België · 
 Bohemen · 
 Canada · 
 China · 
 DDR · 
 Duitsland (mannen) - (vrouwen) · 
 Estland · 
 Finland · 
 Frankrijk · 
 Hongarije · 
 IJsland · 
 Italië · 
 Japan · 
 Kazachstan · 
 Mongolië · 
 Nederland (mannen) - (vrouwen) · 
 Nieuw-Zeeland ·
 Noorwegen (mannen) - (vrouwen) · 
 Oekraïne · 
 Oostenrijk · 
 Polen · 
 Roemenië · 
 Rusland · 
 Tsjechië · 
 Verenigde Staten · 
 Wit-Rusland · 
 Zuid-Korea · 
 Zweden · 
 Zwitserland